# 底片格式
底片格式（英語：Film format）指的是人们定义的，用于摄影或电影的胶片或者感光板的尺寸规格。
一种底片格式的最主要特征就是其本身的尺寸与形状。
而在用于电影的胶片中，胶片可能同时包括了音频信息。其他的特征通常还包括胶片宽度，下拉方式，镜头畸变等。

## 长宽比例
每种底片格式都具有自己特色的长宽比例，如广泛使用的135底片的长宽比例为1.5（3:2），而消费类数码相机或者傻瓜相机具有1.33的比例（4:3，与电视广播的PAL制式，NTSC制式与SECAM制式相同）。這些不同底片會在電視上顯示出不同的情況
视频拍摄中可能会有较宽的幅面需求（16:9、2.35:1），但是一方面可以使用例如变形镜头实现，同时盘片为竖向进出，而使得胶片与实际影响比例关系不大。

## 摄影用胶片格式

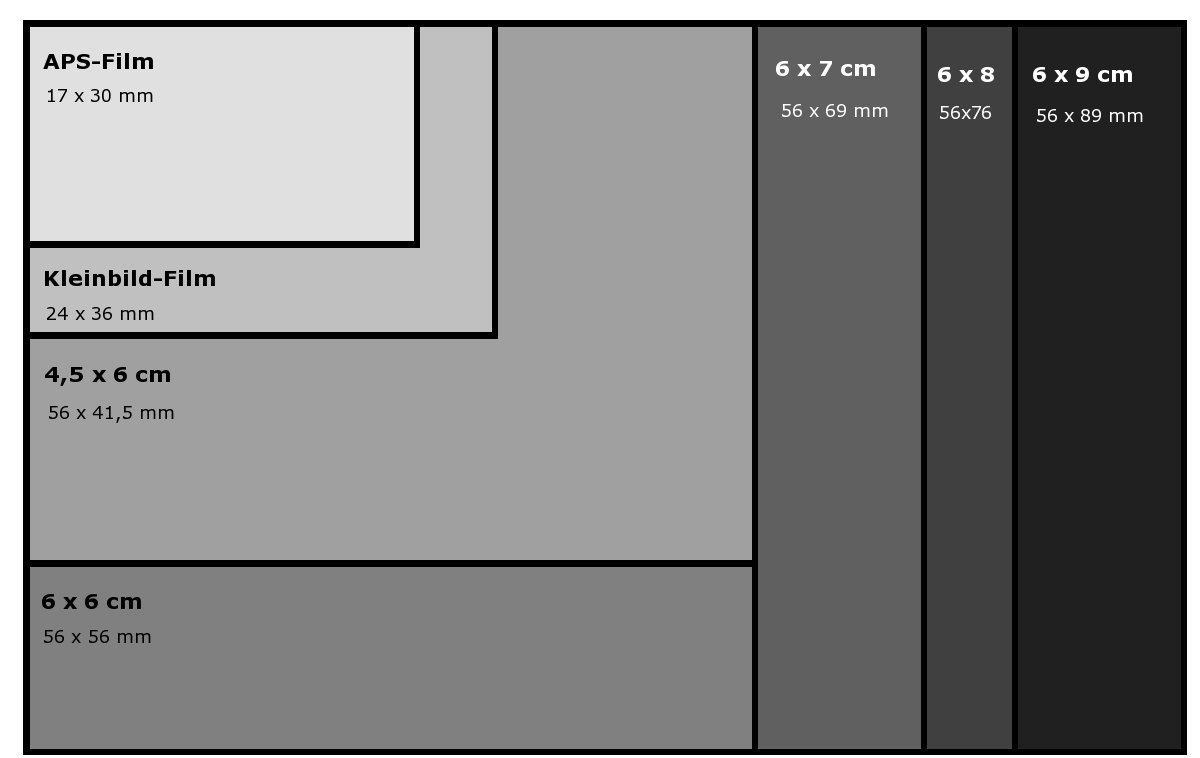
APS-, 135底片与中画幅对比

| 代号                      | 形式 | 发布年份 | 尺寸                                                         | 备注                                                |
| 米诺克斯胶卷              | 盒式 | 1938     | 8×11mm，名义尺寸9.5mm宽（实际为9.2-9.3mm），一盒15，36或50张 | 米诺克斯间谍相机                                    |
| 16毫米底片                | 盒式 | 1972     | 10×10mm，12×17mm，14×21mm                                    | 水仙单反相机，米克咯玛相机                          |
| 17.5毫米底片              | 胶卷 | 1948     | 14×14mm                                                      | 通尼相机                                            |
| 110底片                   | 盒式 | 1972     | 13×17 mm                                                     | 与柯达的口袋式傻瓜照相机一起推出                    |
| 120底片                   | 胶卷 | 1901     | 2¼英寸× 2¼英寸（57.15mm）                                    | 645,6x6,6x7,6x8,6x9都是使用120底片的衍生画幅尺寸    |
| 135底片                   | 盒式 | 1934     | 36×24mm                                                      |                                                     |
| 220底片                   | 胶卷 | 1965     |                                                              | 已停产，宽度与120底片相同，长度更长但是中间缺少背纸 |
| 240 / 先进摄影系统（APS） | 盒式 | 1996     | 30.2mm×16.7mm                                                |                                                     |